# Дикая река (фильм, 1960)
«Дикая река» (англ. Wild River) — фильм Элиа Казана по сценарию Пола Осборна, основанному на двух романах — «Бухта Данбара» Бордена Дила и «Грязь на звёздах» Уильяма Брэдфорда Хьюи. Премьера состоялась 26 марта 1960 г.

## Сюжет
Начало 1930-х гг. Молодой идеалист-администратор из Управления долины Теннесси Чак Гловер приезжает в маленький городок в штате Теннесси, чтобы убедить 80-летнюю Эллу Гарт продать её участок земли, поскольку он вскоре будет затоплен в связи со строительством новой дамбы. Из-за решительного отказа Эллы Гарт продавать землю Гловер задерживается в городе, влюбляется во внучку миссис Гарт, Кэрол Болдуин, и с её помощью пытается переубедить несговорчивую женщину.

## В ролях
- Монтгомери Клифт — Чак Гловер
- Ли Ремик — Кэрол Гарт Болдуин
- Джо Ван Флит — Элла Гарт
- Альберт Салми — Хэнк Бэйли
- Джей С. Флиппен — Хэмилтон Гарт
- Джеймс Уэстерфилд — Кэл Гарт
- Барбара Лоден — Бетти Джексон
- Фрэнк Овертон — Уолтер Кларк
- Малкольм Эттербери — Сай Мур
- Брюс Дерн — Джек Роупер (нет в титрах)